# Acuerdo comercial
Un acuerdo comercial (también conocido como pacto comercial) es un tratado amplio de impuestos, aranceles y comercio que a menudo incluye garantías de inversión. Los acuerdos comerciales más comunes son de preferencia y se celebran tipos de libre comercio con el fin de reducir (o eliminar) aranceles, cuotas y otras restricciones comerciales sobre artículos negociados entre los signatarios.

## Clasificación de los pactos comerciales

### Por número y tipo de signatarios
Un acuerdo comercial se clasifica como bilateral (BTA) cuando se firma entre dos partes, donde cada lado puede ser un país (u otro territorio aduanero), un bloque comercial o un grupo informal de países (u otros territorios aduaneros). Un acuerdo comercial firmado entre más de dos lados típicamente vecino o en la misma región se clasifica como multilateral.

### Por nivel de integración
Etapas de integración económica en todo el mundo: Hay una variedad de acuerdos comerciales; Siendo algunos bastante complejos (Unión Europea), mientras que otros son menos intensivos (Tratado de Libre Comercio de América del Norte).  El nivel resultante de integración económica depende del tipo específico de pactos y políticas comerciales adoptados por el bloque comercial:
1 Separados
- Acuerdo Marco de Comercio e Inversión (TIFA)
- Tratado de Inversión Bilateral (TIB)
- Arreglo preferencial de comercio (PTA) - alcance limitado y profundidad de la reducción de tarifas entre los territorios aduaneros.
- Tratado de Libre Comercio por el que se establece una zona de libre comercio (ALC) - reducción o eliminación extensiva de aranceles en prácticamente todo comercio que permita la libre circulación de mercancías y en acuerdos más avanzados, reducción de las restricciones a la inversión y establecimiento que permitan la libre circulación de capitales y Libre circulación de servicios
- TLC de mercado común con restricciones o restricciones significativamente reducidas a la libertad de circulación de todos los factores de producción, incluida la libre circulación de la mano de obra y de la empresa; Y coordinación en política económica
- Unión monetaria, compartiendo la misma moneda

2 Compuesto
- Unión aduanera-TLC con aranceles externos comunes de todos los signatarios con respecto a los países no signatarios
- Unión aduanera y unión monetaria-Unión aduanera con unión monetaria
- Unión económica-Unión aduanera con el mercado común
- Unión Económica y Monetaria (UEM) - Unión Económica con la Unión Monetaria
- Unión fiscal - coordinación común de partes sustanciales de las políticas fiscales (paso propuesto entre la UEM y la integración económica completa)

### Acuerdos especiales
- Tratado de la Organización Mundial del Comercio
  - Acuerdos en el marco de la OMC (Textile Agreement y otros)
- El ya desaparecido Acuerdo Multilateral sobre Inversiones (en el marco de la OCDE)

## Por la Organización Mundial del Comercio
Normalmente, los beneficios y obligaciones de los acuerdos comerciales solo se aplican a sus signatarios.
En el marco de la Organización Mundial del Comercio, se concluyen diferentes tipos de acuerdo (sobre todo durante las adhesiones de nuevos miembros), cuyas condiciones se aplican a todos los miembros de la OMC en el llamado trato más favorecido (NMF), lo que significa que los términos beneficiosos acordados bilateralmente con Un socio comercial se aplicará también al resto de los miembros de la OMC.
Todos los acuerdos celebrados fuera del marco de la OMC (y otorgando beneficios adicionales más allá del nivel NMF de la OMC, pero aplicables solo entre los signatarios y no al resto de los miembros de la OMC) son llamados preferenciales por la OMC. Según las normas de la OMC, estos acuerdos están sujetos a ciertos requisitos como la notificación a la OMC y la reciprocidad general (las preferencias deberían aplicarse igualmente a cada uno de los signatarios del acuerdo) cuando las preferencias unilaterales (algunos de los signatarios obtienen acceso preferencial al mercado de Los demás signatarios, sin rebajar sus propias tarifas) solo se permiten en circunstancias excepcionales y como medida temporal
Los acuerdos comerciales llamados preferenciales por la OMC también se conocen como regionales (RTA), a pesar de no necesariamente concluidos por los países dentro de una determinada región. En la actualidad hay 205 acuerdos vigentes a partir de julio de 2007. Más de 300 han sido reportados a la OMC. El número de TLC ha aumentado significativamente durante la última década. Entre 1948 y 1994, el Acuerdo General sobre Aranceles Aduaneros y Comercio (GATT), predecesor de la OMC, recibió 124 notificaciones. Desde 1995 se han promulgado más de 300 acuerdos comerciales.
La OMC clasifica aún más estos acuerdos en los siguientes tipos:
Productos que abarcan:
Acuerdo comercial preferencial básico (a.k.a. acuerdo de alcance parcial)
acuerdo de libre comercio
Unión aduanera
Servicios que abarcan:
Acuerdo de Integración Económica-cualquier acuerdo, incluyendo un PTA básico, que cubre también los servicios